# Foxes (filme)
Foxes (Brasil: Gatinhas ) é um filme de drama estadunidense de 1980 dirigido por Adrian Lyne e escrito por Gerald Ayres. O filme é estrelado por Jodie Foster, Scott Baio, Sally Kellerman, Randy Quaid, e Cherie Currie. A trilha sonora original foi composta por Giorgio Moroder, e apresenta a música On The Radio, cantada por Donna Summer.
O filme foi geralmente ignorado na bilheteria quando foi lançado pela primeira vez em Fevereiro de 1980. Na época de seu lançamento o filme recebeu uma crítica positiva do proeminente crítico de cinema Roger Ebert, que afirmou: "O filme é uma tentativa rara de fornecer um retrato da forma como os adolescentes realmente vive hoje em algumas culturas suburbanas". Ele também foi um dos últimos grandes papéis de Jodie Foster antes que ela teve um hiato de quatro anos de deixar de atuar para participar da Universidade Yale. Foxes foi a estréia de Lyne como diretor. Ele passou a ataques diretos, tais como Flashdance, 9½ Weeks e Fatal Attraction.

## Sinopse
Um grupo de quatro adolescentes no San Fernando Valley, durante a década de 1970 têm os problemas usuais. Deirdre (Kandice Stroh) é uma rainha da música disco que é fascinadoa por sua sexualidade, gosta de meninos e tem muitos problemas com o namorado. Madge (Marilyn Kagan) é infeliz com seu excesso de peso e com raiva que ela é virgem. Seus pais são superprotetores, e ela tem uma irmã mais nova chata. Annie (Cherie Currie) é um adolescente fugitiva que bebe e usa pílulas de comprimidos, e foge de seu pai abusivo, um policial. Jeanie (Jodie Foster) tem que cuidar deles, está lutando com sua mãe divorciada, e tem o desejo de uma relação mais próxima com seu pai distante, um gerente de turnê da banda de rock Angel. Está implícito que a mãe dela a teve quando era apenas uma adolescente sozinha.
As meninas acreditam que a escola é um desperdício de tempo, os namorados são imaturos, e que eles estão alienados dos adultos em suas vidas. Todos os quatro parecem imersos na decadência da década de 1970. (Os adultos do filme parecem ser apanhados na loucura da era disco também.) A única maneira para eles para relaxar e esquecer as coisas ruins que acontecem em suas vidas é ir para a festa e se divertir. Annie é o menos responsável, enquanto Jeanie está pronto para crescer e quer parar de agir como uma criança. Jeanie é mais preocupado com Annie e continuamente se arrisca para tentar manter Annie limpa e segura. Comportamento instável de Annie mantém todos na borda, e, finalmente, leva à sua morte em um acidente de carro.
A morte de Annie traz mudanças para o resto das meninas. Madge se casa com Jay (Randy Quaid), um homem mais velho que ela foi deflorada, Deirdre já não atua como um menino-louco, e Jeannie foi graduada no ensino médio e está prestes a ir para a faculdade. Após o casamento de Madge e Jay, Jeannie visita o túmulo de Annie e fuma um cigarro. Com um sorriso, ela reflete que Annie queria ser enterrada debaixo de uma árvore de pêra, e "não em uma caixa ou qualquer coisa", de modo que a cada ano seus amigos poderiam passar por aqui, pegar uma pêra e dizer: "prove Annie' bom este ano, huh?"

## Elenco
- Jodie Foster como Jeanie
- Cherie Currie como Annie
- Marilyn Kagan como Madge
- Kandice Stroh como Deirdre
- Scott Baio como Brad
- Sally Kellerman como Mary
- Randy Quaid como Jay
- Lois Smith como Mrs. Axman
- Laura Dern como Debbie
- Robert Romanus como Scott
- Adam Faith como pai de Jeanie

## DVD
Foxes foi lançado em uma região de um DVD pela MGM em 05 de agosto de 2003.

## Trilha sonora
Ver Foxes (trilha sonora)

## Recepção

### Nomeações
- Young Artist Awards

Nomeação: Melhor Atriz Jovem estrelando em um filme - Jodie Foster